# Saison 8 de Section de recherches
Chronologie
Saison 7 Saison 9
Cet article présente les épisodes de la huitième saison de la série télévisée Section de recherches.

## Synopsis de la saison
Le capitaine Martin Bernier et le commandant Nadia Angeli ont tous deux quitté la Section de recherches de Bordeaux. Après avoir voyagé sur son bateau, Martin rejoint Nadia à Nice, où elle s'est installée. Il se voit proposer le commandement de la Section de recherches locale. Sans le vouloir, il se retrouve mêlé à une affaire et collabore avec l'équipe qu'il pourrait diriger. Il finit par accepter d'en prendre la tête et Nadia le rejoint pour diriger le TIC.

## Distribution

### La brigade
- Xavier Deluc : Capitaine Martin Bernier, Chef de groupe
- Franck Sémonin : Lieutenant Lucas Auriol
- Chrystelle Labaude : Commandant Nadia Angeli, Responsable du TIC
- Julie Fournier : Lieutenant Roxane Janin
- Stéphane Soo Mongo : Adjudant Alexandre Sainte-Rose, dit « Alex »
- Félicité Chaton : Adjudant Victoire Cabral, dite « Vicky »
- Alain Payen : Serge Briscard, Responsable du TIC (épisodes 1 et 2)
- Fabrice Bagni : Colonel Martel (épisodes 1-3, 6, 9 et 11)
- Manon Azem : Adjudant Sara Cazanova (épisodes 4-12)

### Les autres
- Imanoé Minucci : Elliot, fils de Lucas Auriol (épisodes 1-4, 6 et 8)
- Christian Vadim : Procureur Thierry Calvi (épisodes 2, 4-5, 8 et 10-11)
- Dorcas Coppin : Leslie Sorel (épisodes 3-4, 7, 9 et 12)
- Maud Buquet : Nawel Berki, ancien amour de Lucas Auriol (épisodes 4-5, 7-10 et 12)
- Vincent Martinez : Anthony Portal, truand et ancien ami de Lucas Auriol (épisodes 4-6, 8-9 et 12)
- Amélie Zorzetto : La baby-sitter (épisodes 6, 8-9)

## Liste des épisodes

### Épisode 1:L'arrivée
- Belgique : 22 février 2014 sur La Une
- France : 27 février 2014 sur TF1
- Suisse : 29 novembre 2014 sur RTS Un

- Belgique : 223 000 téléspectateurs (13,3 % de part d'audience)[1] (première diffusion)
- France : 6,79 millions de téléspectateurs (26,1 % de part d'audience)[2] (première diffusion)

- Alice Dubuisson : Amélie Campana
- Alexandre Zambeaux : Jérôme Campana
- Aude Candela : Clara Castelli
- Nicolas Sartous : Jeff Bartoldi
- Diane Robert : Muriel Joliet
- Patricia Thibault : Juliette, la patronne de bar
- Émilie Atlan : Assistante de Campana
- Jeanne-Marie Lavallée : Associée de Muriel
- Dominique Rémy : Gardien de l'immeuble
- Xavier Jarry : Employé de la capitainerie
- Agnès Croutelle : Femme de ménage de Campana

### Épisode 2:Jeu de dupes
- Belgique : 22 février 2014 sur La Une
- France : 27 février 2014 sur TF1
- Suisse : 29 novembre 2014 sur RTS Un

- Belgique : 232 000 téléspectateurs (14,6 %)[1] (première diffusion)
- France : 6,3 millions de téléspectateurs (29,3 %)[2] (première diffusion)

- Clara Symchowicz : Daphné Roche
- Sandra Valentin : Marina Veber
- Hervé Mahieux : Victor Garcin
- Christophe Dardeau : Guillaume Cottet
- James Gérard : Scott Anderson
- Basilla Castellani : Mme Pellegrin
- Gérard Palu : Commerçant
- Marie-Jo Gonzalez : Assistante sociale
- Laurent Moreau : Médecin du SAMU
- Olivier Chenevat : M. Lambert
- Pétronille Moss : Mme Lambert

### Épisode 3:L'emmerdeuse
- Belgique : 1er mars 2014 sur La Une
- France : 6 mars 2014 sur TF1
- Suisse : 6 décembre 2014 sur RTS Un

- Belgique : 182 000 téléspectateurs (10,9 %)[3] (première diffusion)
- France : 7,39 millions de téléspectateurs (28,4 %)[4] (première diffusion)

- Kahina Carina : Audrey Corot
- Anthony Le Foll : Roland Amelin
- Marion Creusvaux : Hélène Amelin
- Valentin de Carbonnières : Raphaël Costello
- Philippe Résimont : Antoine de Plire
- Julien Faure : Jeune conducteur
- François-Dominique Blin : Adjudant BT
- Jean-Baptiste Saunier : Réceptionniste
- Gisèle Isnardon : Gouvernante

### Épisode 4:Barbe Bleue
- Belgique : 1er mars 2014 sur La Une
- France :  6 mars 2014 sur TF1
- Suisse : 6 décembre 2014 sur RTS Un

- Belgique : 176 000 téléspectateurs (10,9 %)[3] (première diffusion)
- France : 6,6 millions de téléspectateurs (30,4 %)[4] (première diffusion)

- Delphine Chanéac : Magali Portier
- Carole Bianic : Laëtitia Darnal
- David Saracino : François Darnal
- Nicolas Woirion : Christophe Bernardi
- Judith Gars : Mireille Piaget
- Guillaume Gallo-Manrique : Frédéric Camus
- Benoit Hamon : Jules
- Éric Laugérias : Fabrice Lefèvre
- Matthieu Astre : Bastien
- Morgan Defendente : Grégoire
- Chloé Terreaux : Camille
- Théo Comby : Baptiste
- Aurélie Mele : Manon

### Épisode 5:Sous pression
- Belgique : 8 mars 2014 sur La Une
- France :  13 mars 2014 sur TF1
- Suisse : 13 décembre 2014 sur RTS Un

- Belgique : 201 000 téléspectateurs (12,8 %)[5] (première diffusion)
- France : 7,29 millions de téléspectateurs (28,3 %)[6] (première diffusion)

- Guillaume Dolmans : Vincent Farnese
- Charlotte Boimare : Catherine Alfonsi
- Didier Cauchy : Léo Grasset
- Victoria Grosbois : Angèle Fabre
- Cyrille Swierkosz : Pascal Mergault
- Marie-Catherine Conti : Rose Fabre
- Matthieu Albertini : Adjudant
- Laurent Paris : Franck Maréchal
- Albert Goldberg : Bertaud
- Stéphane Martinet : Gardien Nawel
- Nacer Belhaoues : L'épicier braqué

### Épisode 6:Extraterrestres
- Belgique : 8 mars 2014 sur La Une
- France : 13 mars 2014 sur TF1
- Suisse : 13 décembre 2014 sur RTS Un

- Belgique : 196 000 téléspectateurs (12,8 %)[5] (première diffusion)
- France : 6,3 millions de téléspectateurs (29,7 %)[6] (première diffusion)

- Karine Ventalon : Isabelle Keller
- Aliocha Itovich : Laurent Keller
- Lou Bonetti : Béatrice Peretti
- Phénix Brossard : Thibaud Peretti
- Stéphane Mélis : Didier Roux
- Lætitia Rosier : Stella Coppans
- Jean-Marc Catella : Jean-Pierre Goudard
- Cécile Arnaud : Gisèle Rousseau
- Jean-Pierre Becker : Régis Breton
- Christiane Conil : Gardienne
- Soulafe Benmoulay : Secrétaire

### Épisode 7:Revers de fortune
- Belgique : 15 mars 2014 sur La Une
- France : 20 mars 2014 sur TF1
- Suisse : 10 janvier 2015 sur RTS Un

- Belgique : 173 000 téléspectateurs (10,7 %)[7] (première diffusion)
- France : 7,19 millions de téléspectateurs (29,1 %)[8] (première diffusion)

- Stéphane Brel : Simon Novak
- Cylia Malki : Noémie Mermoz
- Kahéna Saïghi : Zohra Saadi
- Pierre Azema : Jean-Michel Fournier
- Pierre Deny : Jacques Landel
- Laure Killing : Sophie Landel
- Malika Alaoui : Lila
- Eva Lallier : Zoé
- Alexandre Fogelmann : Maître Albertini
- Fabrice Fara : Lieutenant BT
- Didier Landucci : Homme DCRI
- Raphaël Boyes : Serveur Jo

### Épisode 8:La cavale
- Belgique : 15 mars 2014 sur La Une
- France : 20 mars 2014 sur TF1
- Suisse : 10 janvier 2015 sur RTS Un

- Belgique : 187 000 téléspectateurs (11,9 %)[7] (première diffusion)
- France : 6,1 millions de téléspectateurs (30,4 %)[8] (première diffusion)

- Jean-Charles Chagachbanian : Matthias Wagner
- Vincent Primault : Stéphane Leusieur (Marco)
- Marion Servole : Lydia Roche née Wagner
- Margot Faure : Barbara Coste
- Yvonnick Muller : Jérémy Strano
- Claude Jan : Marc Tillez
- Christian Mazzuchinni : Patron du cobalt
- Jean-Jacques Thomas : Directeur de prison
- Marie Coulonjou : Capitaine Almeida
- Léo Bardon : Médecin de la prison
- Fabrice Fara : Lieutenant BT
- Maxime Flourac : Nono
- Estelle Amiaud : Journaliste
- Sylvain Gabet : Employé de la blanchisserie

### Épisode 9:Cyrano
- Belgique : 22 mars 2014 sur La Une
- France : 27 mars 2014 sur TF1
- Suisse : 17 janvier 2015 sur RTS Un

- Belgique : 152 000 téléspectateurs (9,2 %)[9] (première diffusion)
- France : 7,16 millions de téléspectateurs (28,4 %)[10] (première diffusion)

- Anja Fougea : Charline Balestre
- Tom Leeb : David Bréand
- Blandine Marmigère : Anne-Laure de la Ferrière
- Arnaud Bedouët : Serge Beauvais
- Nathalie Roussel : Edith Balestre
- Anthony Decadi : Freddy Tardieux
- Yvette Petit : Jeanne Bréand
- Sophie Garagnon : La serveuse
- Laurence Laouadi : La femme de ménage
- Roland Munter : Le patron de bistrot
- Matthieu Albertini : Lieutenant BT
- Didier Isnard : Le flic de la BAC

### Épisode 10:Balle à blanc
- Belgique : 22 mars 2014 sur La Une
- France : 27 mars 2014 sur TF1
- Suisse : 17 janvier 2015 sur RTS Un

- Belgique : 158 000 téléspectateurs (9,7 %)[9] (première diffusion)
- France : 6,34 millions de téléspectateurs (29,7 %)[8] (première diffusion)

- Éric Savin : Colonel Pierre Carsenac
- Marie-Gaëlle Cals : Cécile Duchamp
- Sabine Petit : Sabine Carsenac
- Maxime Taffanel : Florian Carsenac
- Édouard Giard : Caporal Sébastien Mérieux
- Michelangelo Passaniti : Thomas Jacquin
- Erick Deshors : Didier Jacquin
- Jam : Capitaine Rivière
- Fabrice Fara : Lieutenant BT
- Dany Castaing : Martine Leroy
- Clément Brun : Adjudant Sarteau
- Louis-Emmanuel Blanc : Le jeune
- Fernando Scaerese : L'entraineur à la piscine

### Épisode 11:Haute tension
- Belgique : 29 mars 2014 sur La Une
- France : 3 avril 2014 sur TF1
- Suisse : 24 janvier 2015 sur RTS Un

- Belgique : 190 000 téléspectateurs (13,1 %)[11] (première diffusion)
- France : 7,3 millions de téléspectateurs (28 %)[12] (première diffusion)

- Laurent Krause : Clément Degas
- Jean-Pascal Lacoste : Adjudant-chef Luc Irrandonéa
- Charlie Nune : Carole Borrodine
- Grigori Manoukov : Nicolai Borodine
- Martial Bezot : Étienne Morisot
- Sébastien Vandenberghe : Daniel Duret
- Julie Victor : Annick Brun
- Hélène Church : Agathe
- Lucie Magnan : Lola Morisot
- Séverine Mayeres : La serveuse
- Emilie Danner : La mère de famille
- Andranic Manet : Ivan Borodine
- Jean-Marc Michelangeli : Lieutenant BT
- Rachid Hafassa : L'homme de la DCRI

### Épisode 12:Le prix du palace
- Belgique : 29 mars 2014 sur La Une
- France : 3 avril 2014 sur TF1
- Suisse : 24 janvier 2015 sur RTS Un

- Belgique : 160 000 téléspectateurs (11,3 %)[11] (première diffusion)
- France : 6,57 millions de téléspectateurs (30,2 %)[12] (première diffusion)

- Juliette Wiatr : Nina Renoir
- Geneviève Casile : Olga Léonov
- Pierre Poirot : François Laugier
- Serge Biavan : Professeur Didier Klein
- Anne-Sophie Nallino : Maïwenn Clary
- Zouheir Zerhouni : Valentin Courtois
- Anne Jacq : Thérèse, la gouvernante
- Élodie Hesme : Ariel Dugay
- Jean-François Regazzi : Patron du labo de Nina
- Marie Provence : La voisine de Nina
- Jean-François Cottrelle : Le directeur de l'hôtel
- Romain Brethau : Le garçon d'étage
- Sophie Cochet : La journaliste
- Hervé Fassy : Le journaliste
- Maryse Courbet : Denise
- Bernard Destouches : Gardien d'immeuble de Nina
- Stéphanie Pareja : Lieutenant Émilie Costes de la BT
- Gilles Conseil : Pilote moto
- Émilie Jumeaux : Passagère moto